# Килийское гирло
Кили́йское ги́рло — северный, наиболее многоводный рукав дельты Дуная. Через Килийское гирло проходит около 70 % общего стока реки. Длина 116 км, ширина от 0,6 до 1,2 км. В нижней части Килийское гирло разбивается на 25 главных и несколько десятков второстепенных рукавов и проток. Весенне-летнее половодье, осенняя межень. Ветровой нагон воды до Измаила.
На Килийском гирле расположены порты Измаил, Килия, Вилково (Украина).  Русло обваловано для защиты сельскохозяйственных угодий от затопления во время половодий. С 2007 года является частью глубоководного судоходного хода украинского канала Дунай — Чёрное море. По Килийскому гирлу проходит участок государственной границы между Украиной и Румынией.
Византийские греки именовали его Ликостомон (греч. Λυκοστομον), что в переводе означает Волчье устье.